# جو سوك هوان
جو سوك هوان (مواليد 15 أكتوبر 1979) هو ملاكم كوري جنوبي، مثّل بلاده في الألعاب الأولمبية الصيفية 2004.

## روابط خارجية
جو سوك هوان على موقع أوليمبيديا (الإنجليزية)